# سيزار لوسينا
سيزار لوسينا (بالبرتغالية: César Ricardo de Lucena‏) هو لاعب كرة قدم برازيلي في مركز الدفاع، ولد في 6 يوليو 1980 في غوارولوس في البرازيل. لعب مع جمعية بورتوغيزا الرياضية وسبورت ريسيفي ونادي أستيراس تريبوليس ونادي أمريكا ونادي غواراني ونادي فلامنغو ونادي فيغورينسي ونادي نوفو هامبورغو.

## وصلات خارجية
- سيزار لوسينا على موقع قاعدة بيانات كرة القدم.إي يو (الإنجليزية)